# Saint-Thois

Saint-Thois este o comună în departamentul Finistère, Franța. În 1 ianuarie 2022 avea o populație de 709 de locuitori.